# Студенец (приток Курлака)
Студенец — ручей в Аннинском районе Воронежской области России. Впадает в реку Курлак (бассейн Битюга).

## География
Протекает на землях Новокурлакского сельского поселения, впадая в реку Курлак к северу от села Моховое. Берёт своё начало в пруду Студенец.
Русло ручья Студенец извилистое. Берега ручья местами крутые, достигая высоты примерно 30 м. Максимальная глубина ручья в полую воду порядка двух метров. Летом ручей Студенец практически не пересыхает. Длина ручья порядка 2 км.
Ручей назван так по студёной, холодной воде.
На ручье растёт множество камыша, осоки. Обитают утки, куропатки, цапли.